# Rivière Ouiatchouaniche
Der Rivière Ouiatchouaniche ist ein Zufluss des Lac Saint-Jean in der MRC Le Domaine-du-Roy in der kanadischen Provinz Québec.

## Flusslauf
Der Rivière Ouiatchouaniche hat seinen Ursprung 40 km südlich des Lac Saint-Jean in dem kleinen See Lac Quentin. Von dort fließt er in nördlicher Richtung. Er passiert die Gemeinde (Municipalité) Sainte-Hedwidge und mündet bei der Kleinstadt Roberval am Südwestufer des Lac Saint-Jean in diesen. Der Fluss hat eine Länge von 70 km. Er entwässert ein Areal von 352 km². 